# Lupi
Lupi é um município de  terceira classe de renda municipal (d) na província Camarines Sul, nas Filipinas. De acordo com o censo de 1 de maio  de  2020 possui uma população de 33 897 pessoas e 8 256 domicílios.